# السيال فاطر
السيال ود فاطر قرية سودانية تقع في شرق الجزيرة ولاية الجزيرة  و تقع تحت إدارة مدينة رفاعة.